# Duris (pintor)
Duris (en grec antic Δοῦρις "Douris") va ser un ceramista i pintor de figures vermelles actiu entre els anys 500 aC i 460 aC.

## Obra
Va començar la seva activitat treballant amb els ceramistes Cleofrades i Eufroni, abans de començar una llarga col·laboració amb Pitó. De la seva carrera queden dos vasos signats com a ceramista i 39 com a pintor, i se li atribueix la decoració d'uns 300 vasos, la majoria Cílix, una copa per a beure vi, amb un cos relativament poc profund i ample, aixecat sobre un peu i amb dues nanses disposades simètricament. En els seus primers anys va estar influït per Onesimos, però després va seguir el seu propi estil. Es poden identificar diferents fases de les seves obres.